# Croacia en los Juegos Olímpicos de Río de Janeiro 2016
Croacia estuvo representada en los Juegos Olímpicos de Río de Janeiro 2016 por un total de 87 deportistas que compitieron en 18 deportes. Responsable del equipo olímpico es el Comité Olímpico Croata, así como las federaciones deportivas nacionales de cada deporte con participación.
El portador de la bandera en la ceremonia de apertura fue el waterpolista Josip Pavić.

## Medallistas
El equipo olímpico de Croacia obtuvo las siguientes medallas:
| Nombre                          | Deporte   | Competición              |
| ------------------------------- | --------- | ------------------------ |
| Oro                             |           |                          |
| Sandra Perković                 | Atletismo | Disco F                  |
| Sara Kolak                      | Atletismo | Jabalina F               |
| Martin Sinković Valent Sinković | Remo      | Doble scull (M2X) M      |
| Josip Glasnović                 | Tiro      | Foso M                   |
| Šime Fantela Igor Marenić       | Vela      | 470 M                    |
| Plata                           |           |                          |
| Damir Martin                    | Remo      | Scull individual (M1X) M |
| Tonči Stipanović                | Vela      | Laser M                  |
| Equipo                          | Waterpolo | Torneo M                 |
| Bronce                          |           |                          |
| Blanka Vlašić                   | Atletismo | Salto de altura F        |
| Filip Hrgović                   | Boxeo     | Superpesado (+91 kg) M   |